# FeedBurner
FeedBurner là một trình quản lý các feed của trang web trực tuyến, xuất hiện vào năm 2004. FeedBurner hỗ trợ định dạng RSS và các công cụ quản lý blog, podcast, và các nội dung dựa trên web khác. Dịch vụ được cung cấp cho người dùng là phân tích thông tin người ghé thăm và một hệ thống quảng cáo tùy chọn. Mặc dù khởi điểm của nó không rõ ràng rằng sẽ tuân theo định dạng RSS, tác giả sẽ lựa chọn để thêm vào quảng cáo trong 2-3 feed của FeedBurner.